# 巴波沙體育中心

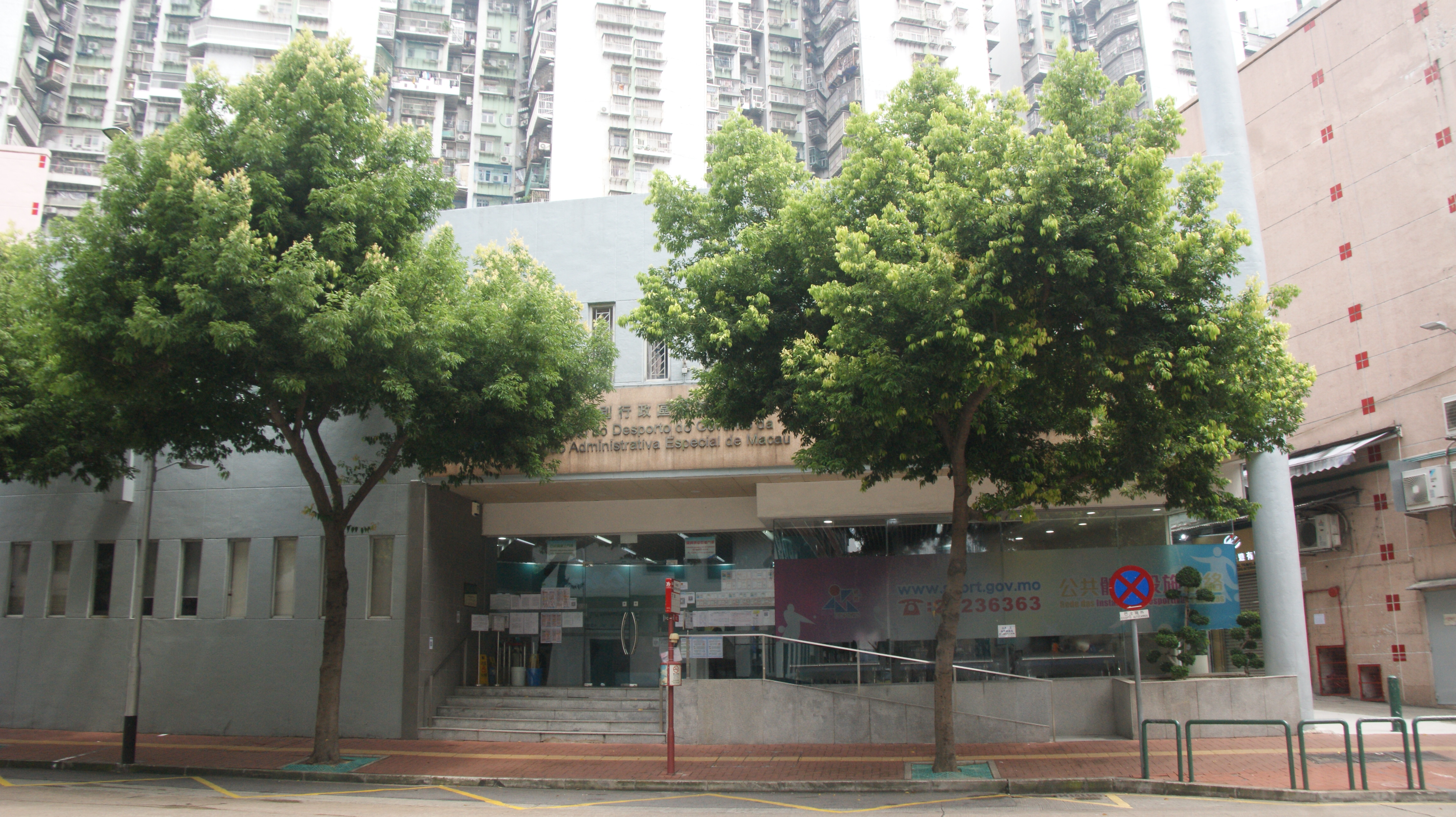
巴波沙體育中心

巴波沙體育中心（葡萄牙語：Centro Desportivo Tamagnini Barbosa）該體育中心址於李寶樁街北面，介於新城市花園第一座與新城市商業中心之間。

## 歷史
設有暖水泳池和多功能球場的台山巴波沙運動中心於1996年3月27日揭幕。該揭幕禮昨午四時半舉行，黎祖智政務司、新華分社副社長宗光耀、體育總署署長奇洛嘉聯合為助興醒獅點睛，黎祖智主持了揭幕禮。奇洛嘉在致詞時表示，設於巴波沙馬路側的體育中心的揭幕，將為人口稠密的北區增多一個開展體育運動的場所，該暖水泳池除可作訓練用途之外，還會安排對公眾開放。多功能球場亦會向體育團體開放。巴波沙體育中心內向羽毛球總會、獨木舟總會、射擊總會三個體育團體提供辦公室。

## 設施
該體育中心是按有關批地合約由發展商建造的，但泳池初時設計只屬露天形式，當局為建成暖水泳池，再投資七百餘萬圓加設上蓋和購置安裝暖水設施。該暖水泳池每月耗電約五萬圓，水温最高可達攝氏35度。該體育中心泳池長25米，多功能球場於夜間亦可使用。

## 收費

### 游泳池（室內）
| 個人收費               | 個人收費 | 團體收費      | 團體收費              |
| ---------------------- | -------- | ------------- | --------------------- |
| 類別                   | 門票     | 時段          | 收費                  |
| 18歲以下或持頤老咭人士 | $5       | 6至9月        | $150（每線收費：$30） |
| 公眾18歲或以上         | $15      | 10月至翌年5月 | $300（每線收費：$60） |

### 多用途運動場
|          | 日間（每小時） | 晚間（每小時） |
| -------- | -------------- | -------------- |
| 個人收費 | 免費           | 免費           |
| 團體收費 | $30            | $50            |

### 活動室
|             | 日間（每小時） | 晚間（每小時） |
| ----------- | -------------- | -------------- |
| 乒乓球1號檯 | $10            | $10            |
| 氣墊球檯    | 免費           | 免費           |

## 交通

### 巴士
M13 李寶椿街（Rua de Lei Pou Ch'ôn）
路線：27、30、65

## 外部連結
- 澳門公共體育設施網絡-巴坡沙體育中心 （页面存档备份，存于）